# Cas locatiu
El cas locatiu s'empra, a part del que s'ha esmentat, o s'ha emprat en: 
- llengua polonesa per exemple: "w dobrej szafie" significa "en bon armari"
- llengües bàltiques modernes i llengües eslaves, així com en turc. Per exemple, en turc, elim significa: la meva mà, i elimde significa en la meva mà. O sigui que en aquesta llengua, el locatiu es marca utilitzant el sufix de així com el dona.
- algunes antigues llengües indoeuropees. En concret, el sànscrit i el llatí, (Romae esse: ser a Roma).
- rares vegades o bé en ús literari en antigues llengües índies, com el marathi en la qual el cas ablatiu ha desaparegut.

El cas locatiu es correspon, amb certes reserves, amb les expressions preposicionals «a» o «al costat de», i indica la localització final d'una acció o del moment de l'acció.
En llengües com el finès, hi ha un grup de sis casos que expressen distintes relacions locatives (elatiu, inessiu, il·latiu, adessiu, al·latiu i ablatiu). En hongarès, són nou el nombre de casos existents d'aquest tipus, però en aquest cas la definició de cas locatiu es refereix exclusivament a una forma que s'empra tan sols amb alguns pocs nom de poblacions, en lloc del cas inessiu o del cas superessiu.